# Джиелях
Джиелях — озеро в Таймырском Долгано-Ненецком районе Красноярского края России.
Площадь поверхности — 5,7 км². Площадь водосборного бассейна — 35 км².
Имеет кругообразную форму. Высота поверхности над уровнем моря — 40 метров.
Берега озера, за исключением южного, заболочены, прибрежные воды мелководны. Растительность на берегах болотная, травянистая.
Сообщается протоками с малыми озёрами на северо-западе и юго-востоке. В озеро впадает малый ручей из лежащего западнее озерка. На северо-востоке из озера вытекает ручей, сливающийся с ручьём из озера Арбагар, после чего водоток впадает в безымянное малое озеро (31 м НУМ). Это озеро является истоком реки Тойдах, левого притока реки Джеруоха, воды которой втекают в Блудную справа. Блудная, в свою очередь, является правым притоком Хатанги.